# 永寧公主 (明穆宗)
永寧公主（1567年3月11日—1594年7月22日），名朱堯媖，明朝公主，明穆宗第四女，明神宗的同母妹妹。母親是李貴妃。

## 生平
隆慶元年二月初一日（1567年3月11日），永宁公主出生。
万历十年二月二十一日（1582年3月15日），明神宗封胞妹為永宁长公主，并为之选驸马，由司礼监太监冯保负责。冯保在收受贿赂后选择京城中一位身患痨病的富家子弟梁邦瑞，首辅张居正极力赞同，李太后也被他们矇在鼓裡。婚禮當日，梁邦瑞竟鼻血不止，沾濕禮服，幾乎不能完成儀式，而宦官們竟還堅稱是掛紅吉兆。梁邦瑞在結婚后又遭到宦官、宫女屡次勒索，且被打骂，不到兩個月（5月9日）便告身亡，永寧公主竟終生不識閨房之事。
萬曆二十二年六月初五日（1594年7月22日），永宁公主逝世。